# Szentmiklósvölgye
Szentmiklósvölgye (1899-ig Ó-Lehota, szlovákul Stará Lehota) község Szlovákiában, a Trencséni kerületben, a Vágújhelyi járásban.

## Fekvése
Vágújhelytől 20 km-re délkeletre található.

## Története
1348-ban Lehata néven említik először. 1453-ban Aglehotha, 1524-ben Olehota alakban szerepel a korabeli forrásokban. A temetvényi váruradalom része volt, később a Sándor, a Motesiczky, a Mednyánszky, a Zedtwitz és más családok birtoka. 1715-ben 9 jobbágy és 18 zsellércsalád élt a községben. 1753-ban 39 családja volt. 1787-ben 71 házában 449 lakos élt. 1828-ban 60 házát 441-en lakták. Lakói mezőgazdasággal, állattartással, faárukészítéssel, hímzéssel foglalkoztak.
Vályi András szerint " Ó, és Új Lehota. Két faluk Nyitra Várm. földes Uraik külömbféle Uraságok, lakosai katolikusok, és más félék, fekszenek a’ Vág újhelyi járásban, határbéli földgyeik soványak, a’ fát nehéz útakon hordgyák, réttyei középszerűek, fa szerszámokat is készítenek lakosai."
Fényes Elek szerint " Lehota (Ó és Új), két egymás mellett lévő tót f., Nyitra vmegyében, Vágh-Ujhelyhez keletre 2 órányira. Az első számlál 406 kath., 17 zsidó lak., kath. paroch. templommal; a másik 301 kath., 15 zsidó lak. Földjeik soványak, de bikkes erdejök igen szép. Savanyuviz-forrás. F. u. többen."
Nyitra vármegye monográfiájában " Ó-Lehota, vágvölgyi tót község, 514 r. kath. vallásu lakossal. Postája Nagy-Modró, táviró- és vasúti állomása Pöstyén. E falu 1453-ban „Aglehota” név alatt Temetvény vár tartozéka volt. Kath. temploma 1788-ban épült. Kegyura az esztergomi káptalan. Földesurai a Motesiczkyak voltak, most pedig gróf Zedtwitz Kurtnak van itt nagyobb birtoka."
A trianoni békeszerződésig Nyitra vármegye Vágújhelyi járásához tartozott.
A Dominová-dombon 1944. december 27-én súlyos harcok folytak a német csapatok és a partizánok között.

## Népessége
| Év:            | 1994. | 2004.    | 2014.    | 2024.    |
| -------------- | ----- | -------- | -------- | -------- |
| Emberek száma: | 294   | 263      | 215      | 176      |
| Eltérés:       |       | -10,54 % | -18,25 % | -18,13 % |

| Év:            | 2023. | 2024.   |
| -------------- | ----- | ------- |
| Emberek száma: | 177   | 176     |
| Eltérés:       |       | -0,56 % |

1910-ben 553, túlnyomórészt szlovák lakosa volt.
2001-ben 277 lakosából 272 szlovák volt.
2011-ben 236 lakosából 214 szlovák.

## Nevezetességei
Szent Miklós püspök tiszteletére szentelt római katolikus temploma a 14. században épült gótikus stílusban, a 20. században átépítették.

## Külső hivatkozások
- E-obce.sk Archiválva 2008. február 7-i dátummal a Wayback Machine-ben
- Községinfó
- Szentmiklósvölgye Szlovákia térképén